# Атопијска кијавица
Атопијска кијавица или алергијски ринитис (лат. Rhynitis allergica) је симптоматски поремећај или атопијска болест носне слузокоже који се карактерише запаљењском реакција насталом након контакта са алергенима из животне средине. Може се јавити током целе године, као несезонски алергијски ринитис, или је код неких особа израженији током одређених периода у години као сезонски алергијски ринитис или поленска кијавица.

## Епидемиологија
Према подацима Светске здравствене организације 10 до 25% становништва на глобалном нивоу болује од неког облика алергијског ринитиса.
Током последњих деценија болест има повећану преваленцу, која се у дечијем узрасту креће од 25 до 35%. Више од половине свих случајева почиње пре треће године живота, а 80% пре шесте. Степен повећања обољења не може се објаснити само променама у геному, па се све чешће настанак болест повезује са учесталошћу инфекција у најранијем узрасту, чак и у условима живота у добрим хигијенским условима, без инфекција чиме се бави „хипотезом хигијене”, објашњава повећање инциденције атопијских болести па и алергијског ринитиса.

## Етиологија
Сезонску алергијску кијавицу може узроковати полен корова, трава или дрвенастих биљака, док кућна прашина, перје, плесни, длаке животиња и неки лекови (нпр нестероидни антиинфламаторни лек) могу изазвати несезонску алергијску кијавицу.

## Патогенеза
Алергијски ринитис подразумева упалу слузокоже носа, очију, еустахијеве туба, средњег ува, синуса и ждрела. Нос је увек укључен у овај процес, док су други органи погођени само код појединаца. Запаљење слузокоже карактерише се комплексним садејством више инфламаторних медијатора, који на крају покрећу имуноглобулином Е (ИгЕ) посредоване одговоре на протеине из спољашње средине.
Тенденција да развију алергијска, или ИгЕ-посредована, реакције на спољашње алергене (протеине способне да проузрокују алергијску реакцију) има генетску компоненту. У подложних особа изложеност одређеним страним протеинима доводи до алергијских сензитизације, које се карактеришу производњом специфичних ИгЕ усмереног против тих протеина. Овај специфични ИгЕ обавија површину мастоидних ћелија, које су присутне у носној слузокожи. Када се специфичан протеин (нпр специфично зрно полена) удахне у нос, оно се може везати за ИгЕ на мастоидних ћелија, што доводи до непосредног и одложеног отпуштањем већег броја медијатора.
Фаза реакције
Посредници који се одмах ослобађају у раној фази или фази реакције укључују; хистамин, триптазу, химазе кинина и хепарин. Мастоидне ћелије брзо синтетишу и друге посреднике, укључујући леукотријен и простагландин Д2. [10, 11, 12] Ови медијатори, преко различитих интеракција, на крају доводе до симптома ринореје (назалне конгестије, кијање, свраба, црвенила, сузења, отицања, притиска у уву...). Мукозне жлезде носа су такође надражене, што доводи до повећања секрета из носа. Такође јавља се и повећана васкуларна пермеабилност (пропустљивост), са ексудацијом плазме. Промене прати и вазодилатација крвних судова, која доводи до запушења носа и пораста крвног притиска. Због стимулације сензорних нерва долази до кијања и свраба у носу.
Како се сви ови догађаји могу јавити унутар неколико минута; ова реакција означава се као рана или непосредна, фаза реакције.
Касна фаза
Током 4-8 часова, од контакта са алергеном, створени посредници кроз сложен след узајамних догађаја, доводе до регрутовања других упалних ћелија у мукози, попут неутрофила, еозинофила, лимфоцита и макрофага. Ово резултује континуираном инфламацијом, названом одговор касном фазом.
Симптоми одговора у касној фази су слични онима из ране фазе, али кијање, свраб и загушења и производња мукуса су мање изражене али и даље имају тенденцију да се јављају.
Касна фаза може трајати сатима или данима, а системски утицаји, укључујући замор, поспаност и малаксалости, може настати из запаљењског одговора. Ови симптоми често значајно утичу на квалитет живота болесника.

## Клиничка слика
Најчешћи симптоми алергијског ринитиса су:
- кијање, запушен нос и цурење воденог секрета из носа, свраб и црвенило носа,
- свраб и црвенило очију, осећај пецкања и сузење очију,
- надражајни кашаљ и гребање у грлу.

Разлике у клиничкој слици умногоме варирају од болесника до болесника али и између акутног и хроничног облика ринитиса и приказане су у овој табели:
| Акутна Алергијска кијавица | Хронична Алергијска кијавица |
| --- | --- |
| - трају мање 4 дана недељно или мање од 4 недеље - благог су интензитета - очувана функција спавање - очуване дневне активности (спорт, слободно време...) - нормалане радне и школеске активност - симптоми не представљају оптерећење за болесника | - simptomi трају више од 4 дана недељно и више од 4 недеље - умерено-јаког су интензитета - некарактеристично спавање - отежане дневне активности (спорт, слободно време...) - проблеми у раду или у школи - симптоми представљају оптерећење за болесника |

Изненадне промене температуре, физички напор, дувански дим или загађеност ваздуха могу погоршати симптоме алергијског ринитиса.
Симптоми алергијског ринитиса могу нестати спонтано или након узимања одређених лекова.

## Дијагноза
Дијагноза алергијског ринитиса примарно се поставља на основу: анамнезе, карактеристичне клиничке слике и дијагностичких тестова.

### Дијагностички тестови
Од тестова обавезан је кожни алергијски тест, који се по потреби допуњава другим испитивањима као што су бактериолошки и цитолошки (еозинофили) налази бриса носа и испљувка, укупни и специфични ИгЕ и функција плућа.
Неспецифична носна хиперреактивност је важна особина алергијског ринитиса, која је дефинисана као повећани носни одговор на нормалне надражаје резултујући са кијањем, носном конгестијом и / или секрецијом.
Ређе се у рутинској дијагностици ринитиса користе провокативни тестови (углавном у истраживачке сврхе) као што су мерење отпора пролазу ваздуха кроз нос, максимални инспираторни вршни проток кроз нос и неспецифични и специфични провокативни тест алергеном на носну слузокожу.

## Терапија

### Немедикаментна терапија
Немедикаментна терапија, која се заснива на избегавању контакта са алергеном (материје на које је болесник алергичан, из непосредне околине најбољи је начин да се спречи алергијског напада.
Место боравка (кућу или стан) морају да буду што чистији. У том смислу треба темељно очистити све просторија од прашине, уклонити тепихе, завесе, тапацирани намештај, покриваче од перја или ћебад, кућне љубимце и сл.
Када је ваздух јако загађен болесник треба избегавати излазак ван стана и обавезно затворити прозоре и врата.
Ако је пацијент алергичан на длаку кућног љубимца или домаћих животиња, требало би том љубимцу наћи други дом, а са другим домаћим животињама избегавати директан контакт.

### Медикаментна терапија
За медикаментозбо лечење симптома алергијског ринитиса могу се користе следећи лекови:
- орални Х1 - антихистаминици
- интраназални Х1-антихистаминици
- интраназални кортикостероиди
- интраназални кромолини
- антилеукотриени
- специфична имунотерапија (поткожна, подјезична, носна)

Медикаментозна терапија алергијског ринитиса према препорукама Светске здравствене организације
| Облик                                | Блажи облик                                                                                   | Умерени, до тешки облик |
| ------------------------------------ | --------------------------------------------------------------------------------------------- | --- |
| Интермитентни (повремен) ринитис     | - Применити оралне Х1 - антихистаминике.                                                      | - Применити интраназални беклометазон, уколико је потребно, - Након недељу дана могу се применити орални антихистаминици.                                                   |
| Трајно присутни (пеманентни) ринитис | - Применити оралне Х1 - антихистаминике или је довољна мања доза интраназалног беклометазона. | - Перманентни и интраназални беклометазон - Уколико су симптоми јаки, могу се додати орални Х1 - антихистаминици и/или мања доза оралних кортикостероида на почетку лечења. |